# 5030 Ґілденкерне
5030 Ґілденкерне (5030 Gyldenkerne) — астероїд головного поясу, відкритий 3 листопада 1988 року.
Тіссеранів параметр щодо Юпітера — 3,598.